# بوليمر مرن

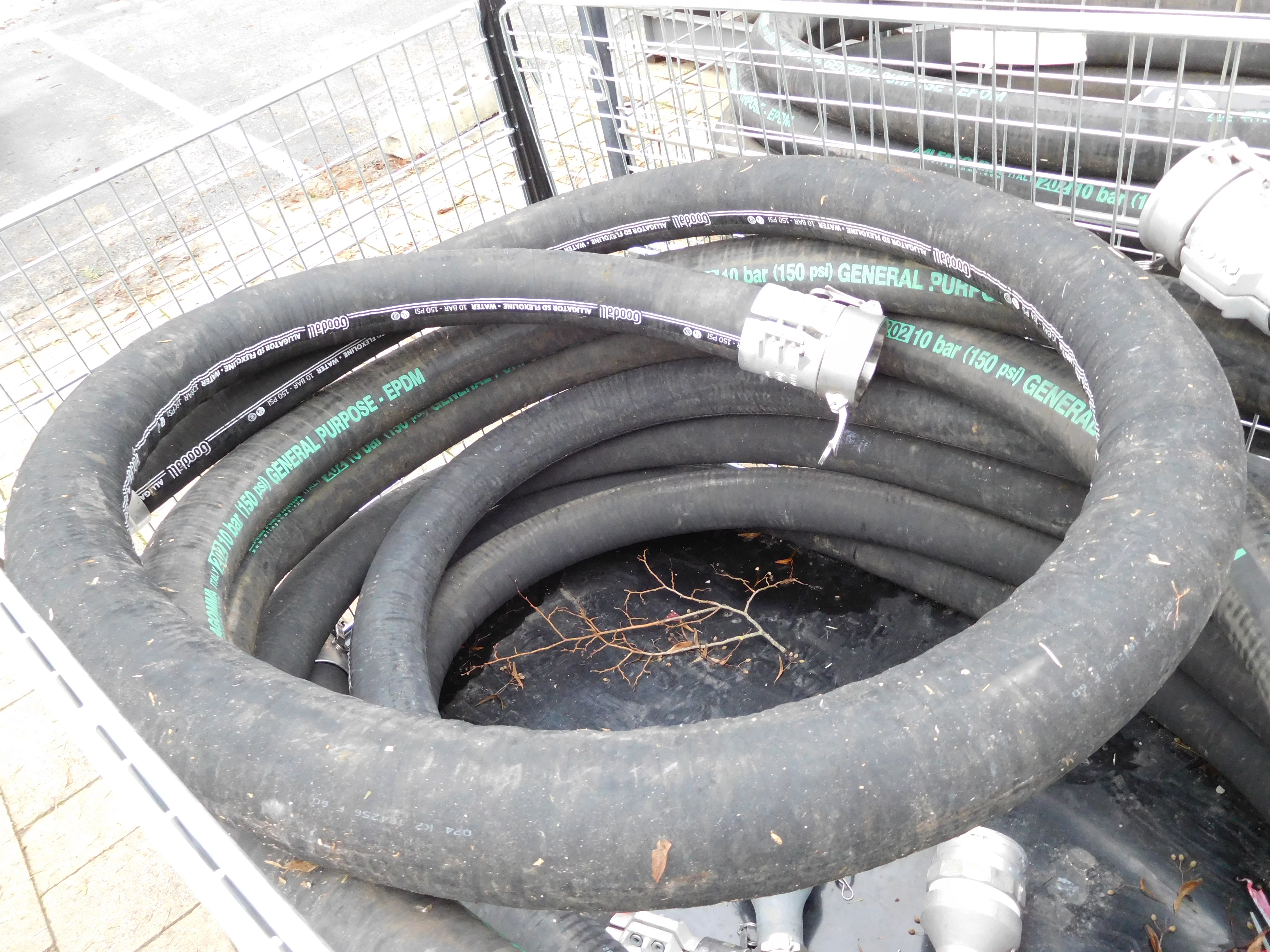
تحرير

يستخدم المصطلح وحدة مرنة (Elastomer) غالبا ما يستخدم بالتبادل مع المطاط، ويفضل استخدامها للمواد التي يحدث لها تفلكن (تقسية المطاط). كما أن الوحدات المرنة بوليمر غير متبللر يتواجد في حالة أعلى من درجة الانتقال الزجاجية الخاصة به، ولذا فمن الممكن حدوث حركة النسبية لمكوناته. وفي درجة الحرارة العادية يكون المطاط لين نسبيا وقابل للتشكيل (معامل يونغ يساوى تقريبا 3 MPa). ويستخدم المطاط غالبا كمانع تسرب, ولاصق, ويستخدم أيضا لتشكيل الأجزاء المرنة.
الوحدات المرنة غالبا ما تكون صلبة بالحرارة (تتطلب فلكنة) ولكن يمكن أيضا أن تكون لدنة بالحرارة. وترجع الطبيعة المرنة للمادة إلى طول سلاسل البوليمر وطبيعة التشابك الحادث أثناء البلمرة. ويمكن تخيل البناء الجزيئي للوحدات المرنة على أنه مثل 'المكرونة الإسباجيتي وبها كرات من اللحم' حيث تمثل خيوط المكرونة سلاسل البوليمر، بينما تمثل كرات اللحم نقط التشابك.

## أمثلة للوحدات المرنة
- المطاط
- سيلكون
- فيتون®
- نيوبرين
- سانتوبرين
- مطاط EPDM
- بولي يورثان

## اقرأ أيضاً
- حلقة مستديرة